# Ferrari 195 Inter
A 195 Inter é um modelo da Ferrari equipada com motor V12. Que chega facilmente a 200km/h em apenas 20 segundos.